# Klassorganisering
Klassorganisering är ett begrepp för ett ideologiskt och strategiskt vägval inom den socialistiska arbetarrörelsen, där den utgör en praktisk och solidarisk gemenskap för samarbete mellan arbetare för deras ekonomiska intressen, alldeles oavsett kulturella, religiösa eller andra åsiktsskillnader i övrigt.

Idén om en öppen klassorganisation är ett arv från Första internationalen, och sammanfattas av Mikail Bakunin såhär:
"Internationalen frågar inte en blivande medlem om han är religiös eller ateist, om han tillhör något politiskt parti eller ej. Internationalen frågar bara: är du arbetare?” - Mikail Bakunin
Medan arbetarpartier av olika övertygelser (socialdemokratiska, socialistiska, kommunistiska, m.fl.) ansluter sina medlemmar kring åsiktsprogram, står klassorganisationer öppna för alla arbetarklassens lönearbetare att ansluta sig, på basis av sin ställning i produktionen. Öppenheten innebär att man kan inte utestängas på grund av åsikter utan bara om man i sitt handlande motarbetar arbetarklassens intressen. Idén om en öppen klassorganisation förutsätter därmed att organisationen är självständig gentemot den politiska vänstern, med dess olika partier och sekter.
Förespråkare av självständiga klassorganisationer hävdar att arbetarpartier bär på samma defekt som borgerliga partier även om de förra partierna profilerar sig i opposition mot de senare. Den gemensamma defekten är att partierna inte enar arbetarna som klass utan splittrar klassen i politiska fraktioner. Därtill är partierna oförmögna att använda de ekonomiska maktmedel som arbetarna besitter i egenskap av producenter: strejk, blockad, maskning, etc. Klassorganiseringens förespråkare framhåller därför att vad producenterna behöver är ekonomiska kamporganisationer, snarare än partier och andra politiska organisationer.
Klassorganisering innebär i stället förståelsen att alla arbetare har mer gemensamt i egenskap av just arbetare, än de har som skiljer dem åt. Därför måste alltså organiseringen ske i gemensamma ekonomiska kamporganisationer, snarare än i olika konstlade yrkes- eller skråförbund. Fackföreningar som omfattar alla yrken är ekonomiska kamporganisationer på så vis att medlemmarna organiserar sig i produktionen av varor och tjänster och använder sin makt som producenter.